# کاربردشناسی
در زبان‌شناسی و زمینه‌های مرتبط، کاربردشناسی (به انگلیسی: pragmatics) به بررسی این می‌پردازد که چگونه بافت به درک معنا کمک می‌کند. این شاخه اینکه چگونه زبان انسانی در تعاملات اجتماعی استفاده می‌شود و نیز رابطه میان تفسیرکننده و آنچه تفسیر شده را می‌سنجد.